# Eccica-Suarella
Eccica-Suarella (en idioma corso Eccica è Suaredda) es una comuna francesa del departamento de Córcega del Sur, en la colectividad territorial de Córcega.

## Demografía
| 296 | 313 | 329 | 503 | 570 | 684 | 828 | 1 030 | 1 130 |
| Para los censos de 1962 a 1999 la población legal corresponde a la población sin duplicidades (Fuente: INSEE [Consultar]) |     |     |     |     |     |     |       |       |